# 1933年の航空
< 1933年
1932年の航空 - 1933年の航空 - 1934年の航空

## 航空に関する出来事
- 1933年 - ロトフィア・エルナジがエジプトの女性としては最初にパイロットのライセンスを取りカイロとアレクサンドリアの間を飛行した。
- 1月16日 - フランスのジャン・メルモーズらが17時間27分でセネガルからブラジルはの南大西洋無着陸横断飛行を行った。
- 2月6日〜8日 - オズワルド・ゲイフォードとG.E.ニコレッツとが、フェアリー長距離単葉機でクランウェル基地から南西アフリカのウォルヴィス湾までの8,540 kmの飛行に成功し、長距離飛行の世界記録を樹立した。
- 2月6日-〜9日 - ジム・モリソンがイギリスからセネガル、ブラジルへ飛行し、北大西洋と南大西洋の両方を無着陸横断した最初のパイロットとなった。
- 2月14日 - コロンビア・ペルー戦争でペルー空軍は、コロンビア艦隊に対して爆撃を行ったが、命中弾はほとんど無かった
- 2月25日 - 最初から航空母艦として設計されたアメリカ海軍のレンジャーが進水した。
- 4月1日 - インド空軍が創立された。

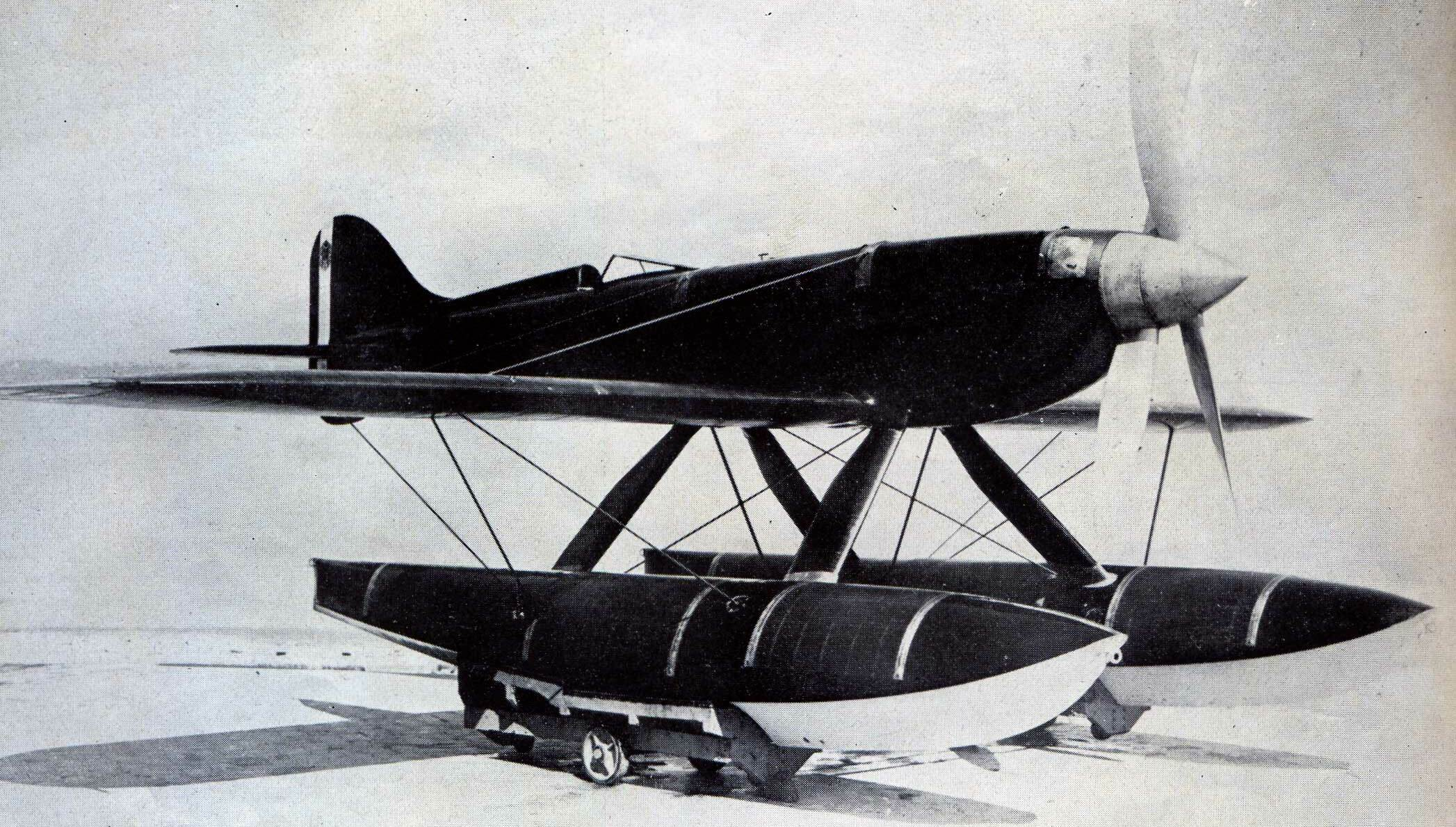
マッキ M.C.72

- 4月3日 - イギリスのウェストランド PV-3とPV-6で第14代ハミルトン公爵ダグラス・ダグラス＝ハミルトンとDavid MacIntyreが、初めてエベレストを越える飛行を行った。
- 4月4日 - アメリカ合衆国の飛行船、アクロンがニューイングランド沖合にて墜落し、乗員76名が死亡する、飛行船史上最悪の死亡事故となった。
- 4月7日 - フランスの女性パイロット、マリーズ・イルズがパリ-サイゴン間の飛行を行う。
- 4月10日 - イタリアのフランチェスコ・アジェロが、マッキ M.C.72で 682 km/hの水上機の速度記録を造った。
- 4月12日 - アメリカ合衆国で蒸気エンジンを動力にするベスラー・スチーム・エアプレーンが飛行した。
- 4月29日 - ナチス時代のドイツに、主に航空機の開発と生産を統括するドイツ航空省が設立された。
- 5月7日〜8日 - ポーランドの Stanislaw Skarzynskiが単座のRWD-5bisでセネガルからブラジルまでの3,582 kmを20時間30分で飛行した。それまで、大西洋を横断した最小の航空機であった。この飛行は4月27日から6月24日にかけて行われた、ワルシャワからリオデジャネイロまでの飛行の一部であった。
- 7月14日〜22日 - ウィリー・ポストがロッキード ヴェガで初の単独世界一周飛行を達成。ニューヨークのフロイドベネットフィールドを発着点とし、ベルリン、モスクワ、イルクーツク、アラスカを経由した。総飛行距離は約25,100 km。
- 7月15日〜17日 - リトアニア人 Lithuanians Steponas Darius と Stasys Girenasが、ベランカ機でニューヨークからリトアニアのKaunasまでの無着陸飛行を試みるが、33時間11分かけて6411 kmを飛行した後、ドイツで墜落した。
- 8月5日〜7日 - モーリス・ロッシとポール・コードがブレリオ 110でニューヨークからシリアの Rayalまでを飛んで、長距離飛行記録 9,104 km を樹立した。
- 8月7日 - 朝鮮半島出身の女性飛行士朴敬元がサルムソン 2A2「青燕」で羽田から満州への単独飛行に飛び立つが静岡県の山中に墜落し、死亡した。
- 9月 - アメリカ合衆国のミューロック陸軍飛行場（Muroc Army Air Field、1950年にエドワーズ空軍基地に改名される）が開設された。
- 9月3日 - ニューヨークからイランのバグダッドまでの飛行をめざしていたイタリアのパイロット、フランチェスコ・デ・ピネードがベランカ単葉機、Santa Lucia号で離陸に失敗し、機体が火に包まれて死亡した。
- 9月7日〜8日 - アメリカ海軍の6機のコンソリデーテッド P2Yがヴァージニア州のノーフォークからパナマ運河までの3,314kmを25時間20分で無着陸編隊飛行した。
- 9月28日 - グスターブ・ルモワン（Gustave Lemoine）がポテーズ 50で 13,661 mの高度記録を樹立。
- 9月30日 - ソビエト連邦空軍の成層圏気球USSR-1が19,000mの飛行を行う。
- 10月4日〜11日 - チャールズ・キングスフォード・スミスがパーシヴァル ガルでイギリスからオーストラリアまで7日と4時間44分で単独飛行し、記録を更新した。
- 10月10日 - ユナイテッド航空のボーイング247がアメリカ民間航空史上最初に発生した航空テロ事件で墜落した。（ユナイテッド航空機チェスタートン爆破事件）
- 10月31日 -  Air Orient、 Air Union、C.I.D.N.A. (旧Franco-Roumaine)、lignes Farmanの4社が統合されエール・フランスが設立された。
- 11月4日 - VASP航空（Viacao Aerea Sao Paulo）がサンパウロ州の州立航空会社としてサンパウロ市内にあるコンゴニアス国際空港を拠点に運航を開始した。
- 11月4日 - アルゼンチンの初の女性パイロットとしてカロリーナ・ロレンシーニが民間パイロットの免許を取得した。
- 11月16日 - ジミー・エンジェルが飛行機で鉱層探索中に、南アメリカ大陸北部のギアナ高地にある世界最大級の滝、エンジェルフォールを上空より発見した。
- 11月20日 - トーマス・G・W・セトルがチェスター・フォードニーとともに気球、Century of Progress号で18,665mの高さに達していたことが確かめられ、FAIによって気球の高度記録と認定された。

## 1933年に初飛行した機体の画像

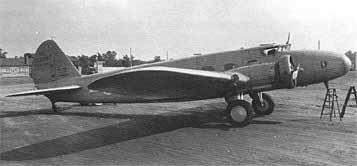
ボーイング247 （2月6日）
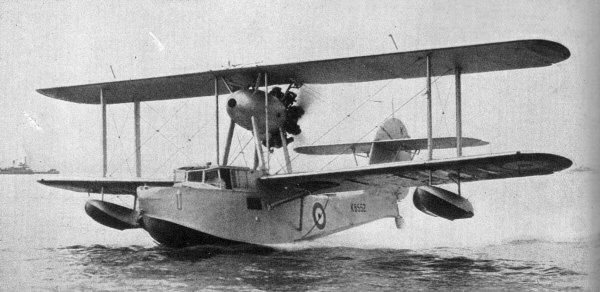
スーパーマリン ウォーラス （6月21日）
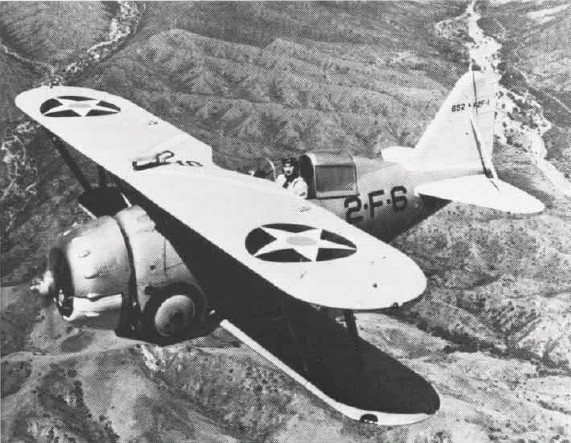
F2F (10月31日)
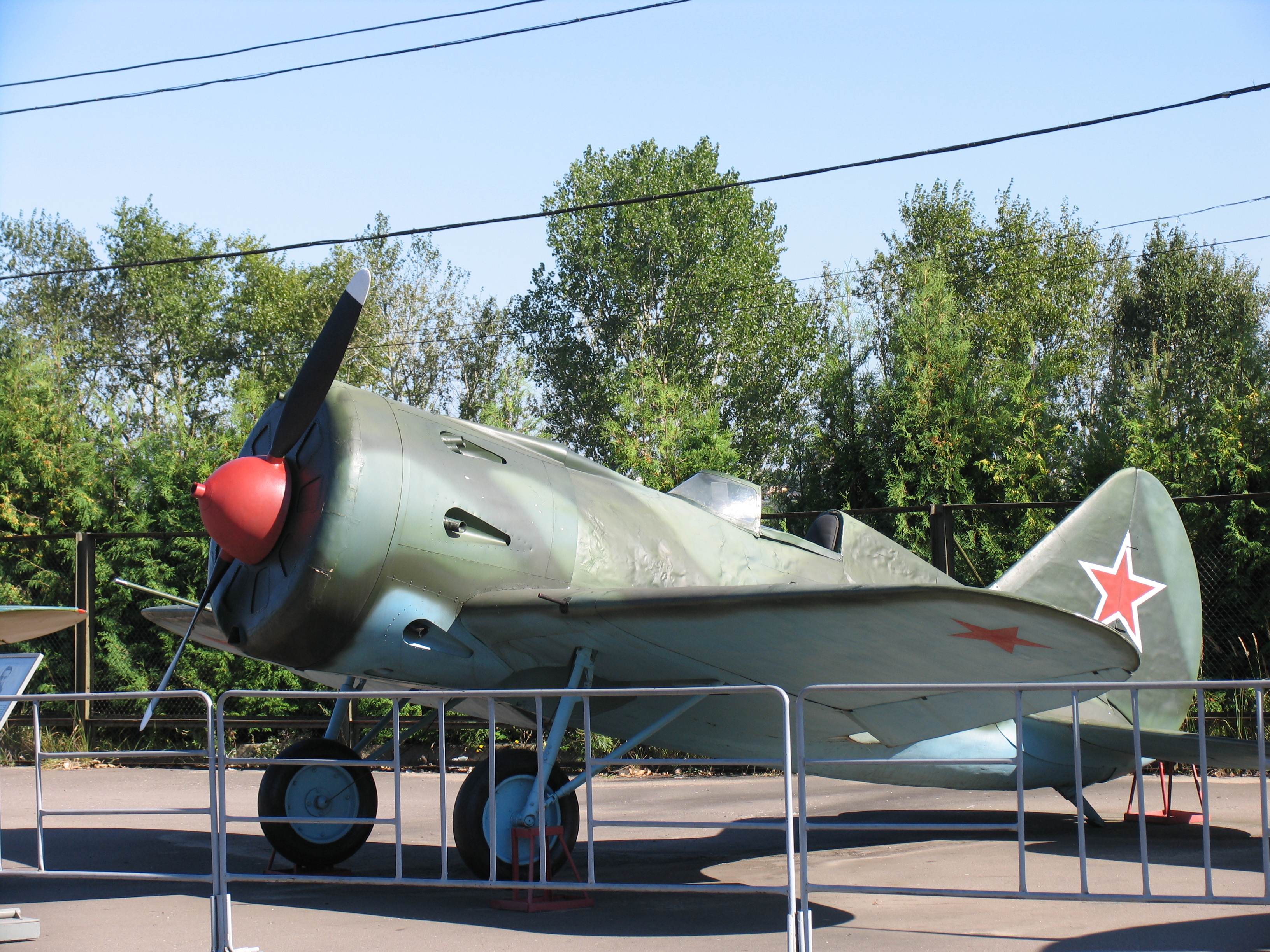
I-16 (12月30日)

## 航空に関する賞の受賞者
- ハーモン・トロフィー：  ウィリー・ポスト、マリーズ・イルズ、トマス・G・W・セトル、フーゴー・エッケナー
  - ナショナル・トロフィー： アン・モロー・リンドバーグ、チャールズ・E・C・ローゼンダール、フランチェスコ・アジェッロ、マリアノ・バルベラン、エルベルツ・ククルス、ホアキン・コラル
- FAI・ゴールド・エア・メダル：ウィリー・ポスト